# Julius Fekete
Julius Fekete (auch ungarisch Fekete Gyula; * 1949) ist ein Kunsthistoriker, Historiker, Denkmalpfleger und Autor.

## Leben
Fekete studierte Maschinenbau an der Comenius-Universität in Bratislava und arbeitete nach dem Prager Frühling in Wien und Frankfurt/Main unter anderem bei einem Autozulieferer. Anschließend studierte er Kunstgeschichte und Geschichte in Heidelberg und München, wo er am 25. Februar 1980 an der LMU bei Wolfgang Braunfels und Adrian von Buttlar seine Dissertation in Kunstgeschichte über ein Thema aus der Denkmalpflege im 19. Jahrhundert einreichte.
Ab 1980 war Fekete im Landesdenkmalamt Baden-Württemberg (ab 2005 Landesamt für Denkmalpflege Baden-Württemberg) tätig. Dort befasste er sich zunächst mit der Inventarisation. Im Jahr 1993 wurde er Gebietsreferent für die Landkreise Böblingen, Heilbronn und den Rems-Murr-Kreis. Nach rund 32 Jahren nahm er im September 2012 seinen Abschied. Er verfasste zahlreiche Schriften wie die Führer zu den Kunstdenkmalen in den Landkreisen Heilbronn und Böblingen. Seine Fach- und Ortskenntnis wurde gelobt und er galt unter seinen Mitarbeitern als „Urgestein“ der Bau- und Kunstdenkmalpflege.
Fekete wohnt in Plochingen bei Stuttgart und ist mit einer Mitarbeiterin des Stadtarchivs Esslingen verheiratet.

## Schriften (Auswahl)
- Denkmalpflege und Neugotik im 19. Jahrhundert – dargestellt am Beispiel des Alten Rathauses in München (= Miscellanea Bavarica Monacensia. Band 96, Nr. 117). Wölfle, München 1981, ISBN 3-87913-110-4 (Dissertation).
- Die Villa Merkel in Esslingen – ein Fabrikantenwohnhaus der Gründerzeit. In: Stadtarchiv Esslingen am Neckar (Hrsg.): Esslinger Studien. Band 21, 1982, S. 119–138.
- Die Mahl- und Sägmühle in Fichtenberg. Ein technikgeschichtliches Kulturdenkmal der Zeit um die Jahrhundertwende. In: Denkmalpflege in Baden-Württemberg. Band 12, Nr. 4, 1983, S. 184–192 doi:10.11588/nbdpfbw.1983.4.14203.
- Beiträge ungarischer Architekten zur Münchener Baukunst um 1880 und 1900. In: Ungarn-Jahrbuch. Band 12: 1982–1983. Trofenik, München 1983, S. 1–22.
- Die Friedhöfe im 19. und frühen 20. Jahrhundert. Dargestellt am Beispiel des Ebershaldenfriedhofs in Esslingen. In: Esslinger Studien. Band 23, Thorbecke, Sigmaringen 1984, S. 115–154.
- Carl von Häberlin (1832–1911) und die Stuttgarter Historienmaler seiner Zeit: Galerie der Stadt Esslingen, Villa Merkel, 4. Juli bis 17. August 1986 : Rosgartenmuseum Konstanz, 22. August bis 21. September 1986. J. Thorbecke, 1986, ISBN 3-7995-4101-2 (Ausstellungskatalog).
- Philipp Jakob Manz. In: Maria Magdalena Rückert (Hrsg.): Württembergische Biographien unter Einbeziehung hohenzollerischer Persönlichkeiten. Band 1, Kohlhammer, Stuttgart 2006, ISBN 3-17-018500-4, S. 170.
- Carl von Schickhardt. In: Maria Magdalena Rückert (Hrsg.): Württembergische Biographien unter Einbeziehung hohenzollerischer Persönlichkeiten. Band 1, Kohlhammer, Stuttgart 2006, ISBN 3-17-018500-4, S. 228.
- Der Bildhauer Philipp Jakob Scheffauer (1756–1808). Ein weiterer Beitrag zum Werk eines Stuttgarter Hofkünstlers um 1800. In: Jahrbuch der Staatlichen Kunstsammlungen in Baden-Württemberg. Band 47, Deutscher Kunstverlag, Berlin 2010, ISSN 0067-284X, S. 80–89.
- Philipp Jakob Ihle (1736–nach 1790). Porzellan-, Theater- und Kirchenmaler in Ludwigsburg, Hofmaler des Prinzen Friedrich Eugen von Württemberg in Mömpelgard. In: Ludwigsburger Geschichtsblätter. Band 64, 2010, S. 61–80.